# Meliosma corymbosa
Meliosma corymbosa är en tvåhjärtbladig växtart som beskrevs av Alwyn Howard Gentry. Meliosma corymbosa ingår i släktet Meliosma och familjen Sabiaceae. Inga underarter finns listade.